# Transportador tipo P

Transportador P de Na-K.

Los transportadores tipo P o ATPasa tipo P transportan iones y se ubican en la membrana plasmática de las células, así como en las membranas del retículo endoplasmático de animales, plantas y hongos.
Estas proteínas denominadas bombas, hidrolizan ATP para transportar activamente a través de una membrana, un determinado soluto generando un gradiente electroquímico.

## Tipos
Ejemplos de las bombas clase P son:

- Bomba de H+ en plantas y hongos

- Bomba sodio-potasio Na+/K+ en la membrana plasmática de células eucariotas

- Bomba de Ca++ en la membrana del RE, Membrana Plasmática (PMCA), Retículo Sarcoplásmico (SERCA).

- Bomba de H+/Ca++ en la membrana del estómago.

- ATPasa de intercambio hidrógeno-potasio Bomba de H+/K+ en el epitelio del estómago.

## Clasificación
Las ATPasas tipo P pueden ser divididas en cinco subfamilias (tipos; designados como P1-P5), basado en la secuencia central excluyendo las regiones terminales N y C.

Las P1 o ATPasas Tipo I
consisten de la transición/metal pesado ATPasas. Las ATPasas tipo P predominan en procariotas tienen como sustratos a metales como Cu2+ y Cd2+.

Las P2 o ATPasas Tipo II
son divisibles en cuatro grupos. Específicas para Na+, K+, H+, Ca2+, Mg2+, Cu2+ y fosfolípidos) predominan en los eucariotas.

Las P3 o ATPasas Tipo III
son divisibles en dos grupos. Se encuentran en procariotas, plantas y hongos.

Las P4 o ATPasas Tipo IV
son flipasas involucradas en el transporte de fosfolípidos, como fosfatidilserina, fosfatidilcolina y fosfatidiletanolamina.

Las P5 o ATPasas Tipo V
son de especificidad discutida. Este grupo solamente se encuentra en eucariotas.

## Estructura
Las ATPasas de tipo P contienen seis motivos conservados y cinco motivos que son distintos desde los puntos de vista funcional y estructural.
En cuanto a los dominios poseen tres en el citoplasma (A actuador, N de unión a nucleótidos, P de fosforilación). Presentan dos dominios de membrana (T de transporte, S de soporte estructural). Tienen además un cuarto dominio en el citoplasma (R de regulador) en el extremo N o en el extremo C.